# Wesmaelius pretiosus
Wesmaelius pretiosus är en insektsart som först beskrevs av Banks 1908.  Wesmaelius pretiosus ingår i släktet Wesmaelius och familjen florsländor. Inga underarter finns listade i Catalogue of Life.